# Chiesa dei Santi Pietro e Giorgio (Piovà Massaia)
La chiesa dei Santi Pietro e Giorgio è la parrocchiale di Piovà Massaia, in provincia e diocesi di Asti; fa parte della zona pastorale Nord.

## Storia
Anticamente in questa posizione sorgeva un piccolo luogo di culto con il titolo di San Michele in Monte Cornigliano.
Il 15 maggio 1749 fu posta la prima pietra della nuova parrocchiale barocca; l'edificio, disegnato da Benedetto Alfieri e sorto per volere del conte Francesco Antonio Ricci, venne portata a compimento nel 1774.
Nel 1779 si provvide a costruire il campanile, che fu dotato nel 1781 di cinque campane fuse dall'alessandrino De Giorgis.
Il tiburio venne interessato da un intervento di consolidamento nel 1863 e nel 1909 si procedette alla posa del nuovo pavimento in graniglia; tra gli anni settanta e ottanta la chiesa fu restaurata e adeguata alle norme postconciliari.
Tra il 2009 e il 2015 il tetto e alcune altre parti della struttura vennero risanati.

## Descrizione

### Esterno
La facciata a salienti della chiesa, rivolta a occidente, si compone di tre corpi, tutti scanditi da lesene: la parte centrale, di forma concava e coronata dal frontone triangolare, presenta il portale maggiore timpanato e il rosone, mentre le due ali laterali sono caratterizzate dagli ingressi secondari.
Annesso alla parrocchiale è il campanile a base quadrata, suddiviso in più registri; la cella presenta su ogni lato una monofora ed è coronata dal cupolino poggiante sulla lanterna.

### Interno
L'interno dell'edificio, abbellito da pilastri e lesene sorreggenti la trabeazione su cui s'imposta la volta, è suddiviso in tre navate, di cui le laterali terminanti nelle due cappelle del Suffragio e del Rosario; al termine dell'aula si sviluppa il presbiterio, rialzato di un gradino, voltato a botte e chiuso dall'abside semicircolare.
Qui sono conservate diverse opere di pregio, tra le quali i sedici dipinti ritraenti gli Evangelisti e gli Apostoli, eseguiti intorno al 1824 dall'astigiano Montaldi, un Crocifisso, risalente al XVIII secolo, e l'altare laterale della Madonna del Rosario, costruito nel biennio 1780-81 su disegno del torinese Amedeo Galletti.